# Scolophyllum spinifidum
Scolophyllum spinifidum är en tvåhjärtbladig växtart som först beskrevs av Kerr och Euphemia Cowan Barnett, och fick sitt nu gällande namn av T.Yamazaki. Scolophyllum spinifidum ingår i släktet Scolophyllum och familjen Linderniaceae. Inga underarter finns listade i Catalogue of Life.